# Buskallamanda
Buskallamanda (Allamanda schottii) är en växt inom släktet allamandor och familjen oleanderväxter från Brasilien.
Upprätt buske till 2 m med klar växtsaft. Blad 3-5 i kransar, nästan skaftlösa, elliptiska till smalt omvänt äggrunda, 5-14 cm långa, 2-3 cm breda. Bladnerverna är upphöjda på undersidan, något håriga. Blommor 4-6 cm långa, ca 4 cm vida. Blompip smal trattformad, uppsvullen vid basen. Fruktkapsel ca 3 cm i diameter, med långa taggar.

## Odling
Se allamandor. Minimitemperatur som friplanterad i växthus 5°C.

## Synonymer
- Allamanda brasiliensis Schott ex Pohl
- Allamanda cathartica Schrad. nom. illeg.
- Allamanda cathartica var. schottii L.H.Bailey & Raffill
- Allamanda magnifica B.S. Williams
- Allamanda neriifolia Hook.